# Itacolomi (Gravataí)
Itacolomi é um distrito do município brasileiro de Gravataí, no estado do Rio Grande do Sul. Segundo o censo demográfico de 2022, realizado pelo Instituto Brasileiro de Geografia e Estatística (IBGE), sua população era de 9 817 habitantes e havia 3 738 domicílios particulares permanentes ocupados. Foi criado pela lei municipal 121 de 16 de maio de 1983. O nome do distrito é uma referência ao Morro Itacolomi.
De acordo com o IBGE, em 2010 a população era de 7 851 habitantes e havia 3 375 domicílios particulares.